# مارك جاكسون (لاعب كرة قدم أمريكية أمريكي)
مارك جاكسون (بالإنجليزية: Mark Jackson)‏ هو لاعب كرة قدم أمريكية أمريكي، ولد في 23 يوليو 1963 في شيكاغو في الولايات المتحدة.

## وصلات خارجية
- مارك جاكسون على موقع مرجع كرة القدم المحترفة.كوم (الإنجليزية)
- مارك جاكسون على موقع IMDb (الإنجليزية)